# La Spezia
La Spezia es una ciudad italiana de la región de Liguria, capital de la provincia del mismo nombre. En el año 2012 contaba con una población de 95 701 habitantes. Ubicada en el golfo de La Spezia, junto a las aguas del Mediterráneo, se caracteriza por ser una ciudad moderna, pues casi todos los edificios se construyeron a partir de 1920.

## Toponimia
El nombre en italiano es La Spezia, en lengua ligur A Spézza y en castellano literalmente "La especia".

## Geografía

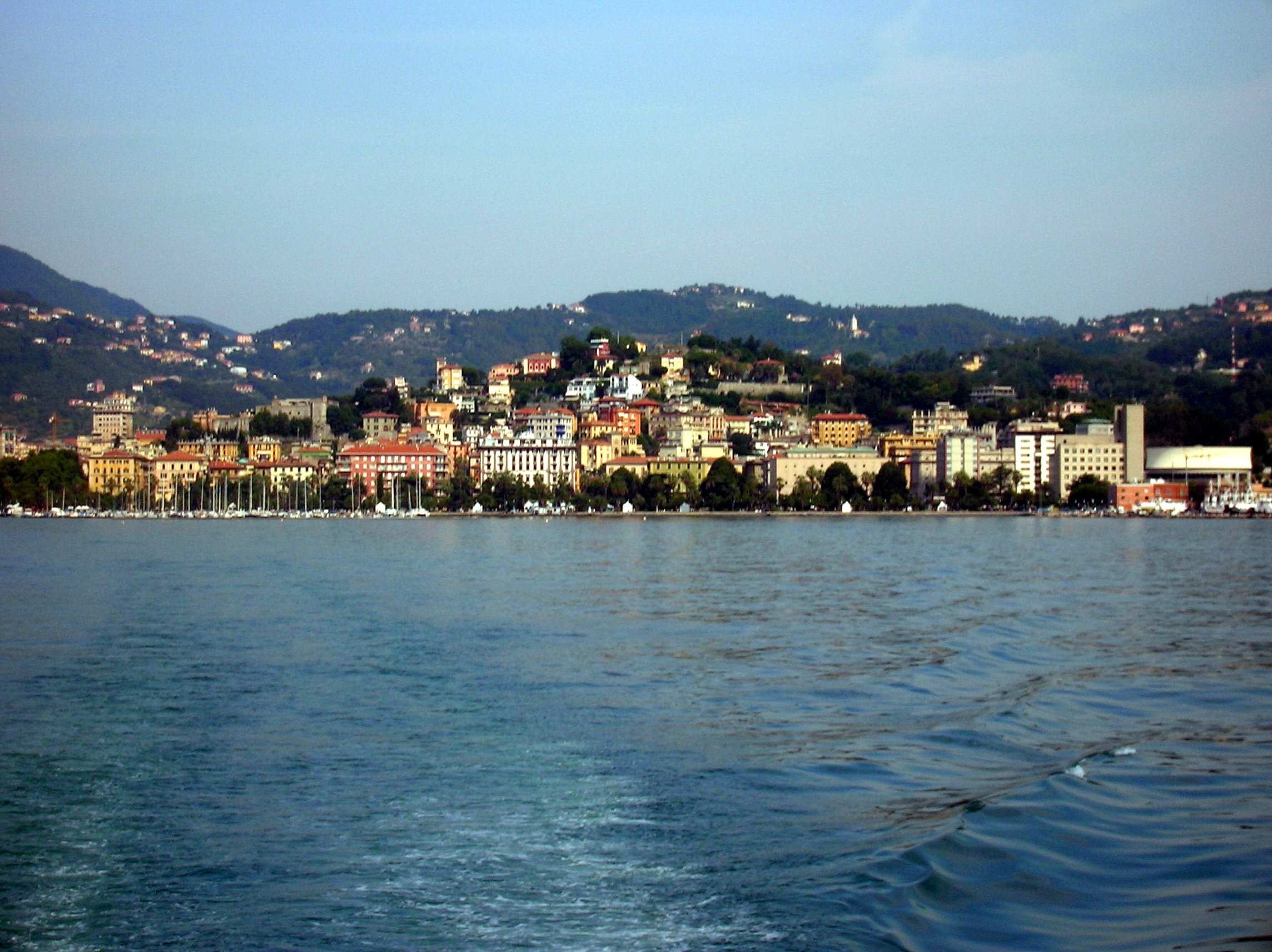
La Spezia vista desde el mar.

Se encuentra en el golfo de La Spezia, conocido también como Golfo dei Poeti. Concretamente, la ciudad se halla entre colinas y el mar. En la zona occidental de La Spezia se encuentra el arsenal militar mientras que en el lado oriental del golfo se halla el puerto mercantil, uno de los más importantes de Italia. Está situada entre Génova y Pisa, bañada por el mar de Liguria.
El golfo de La Spezia es también llamado Golfo dei Poeti (Golfo de los poetas) ya que fue residencia durante algún tiempo de importantes poetas ingleses como Percy Bysshe Shelley (1792-1822) y George Byron (1788-1824).
La situación de la ciudad a la orilla del mar permite a la ciudad de tener un clima templado. Los inviernos son apacibles gracias a la influencia del mar de Liguria y a las ráfagas de aire cálido procedentes desde África aunque no faltan incursiones de aire frío atlántico. Los veranos son bastantes calientes con una temperatura media de 25°- 28° Las precipitaciones anuales se colocan en torno a los 1375 mm.

## Historia
El territorio spezzino ha sido habitado desde épocas muy antiguas según se comprobó con los hallazgos de la Edad del Hierro y de la Edad del Bronce que han sido descubiertos en las colinas de la zona. Todavía más importantes son las huellas de presencia humana en época romana como testimonian los restos que se encuentran en Luni, Ameglia y Varignano, en los alrededores de la ciudad. 
En la Edad Media, a principios del siglo XII, el territorio de La Spezia fue controlado por los genoveses hasta que Niccolò Fieschi, estableció un dominio autónomo durante unos cincuenta años. Pero, a partir del 1273, Génova volvió a hacerse con el poder e impulsó el desarrollo de toda la zona.

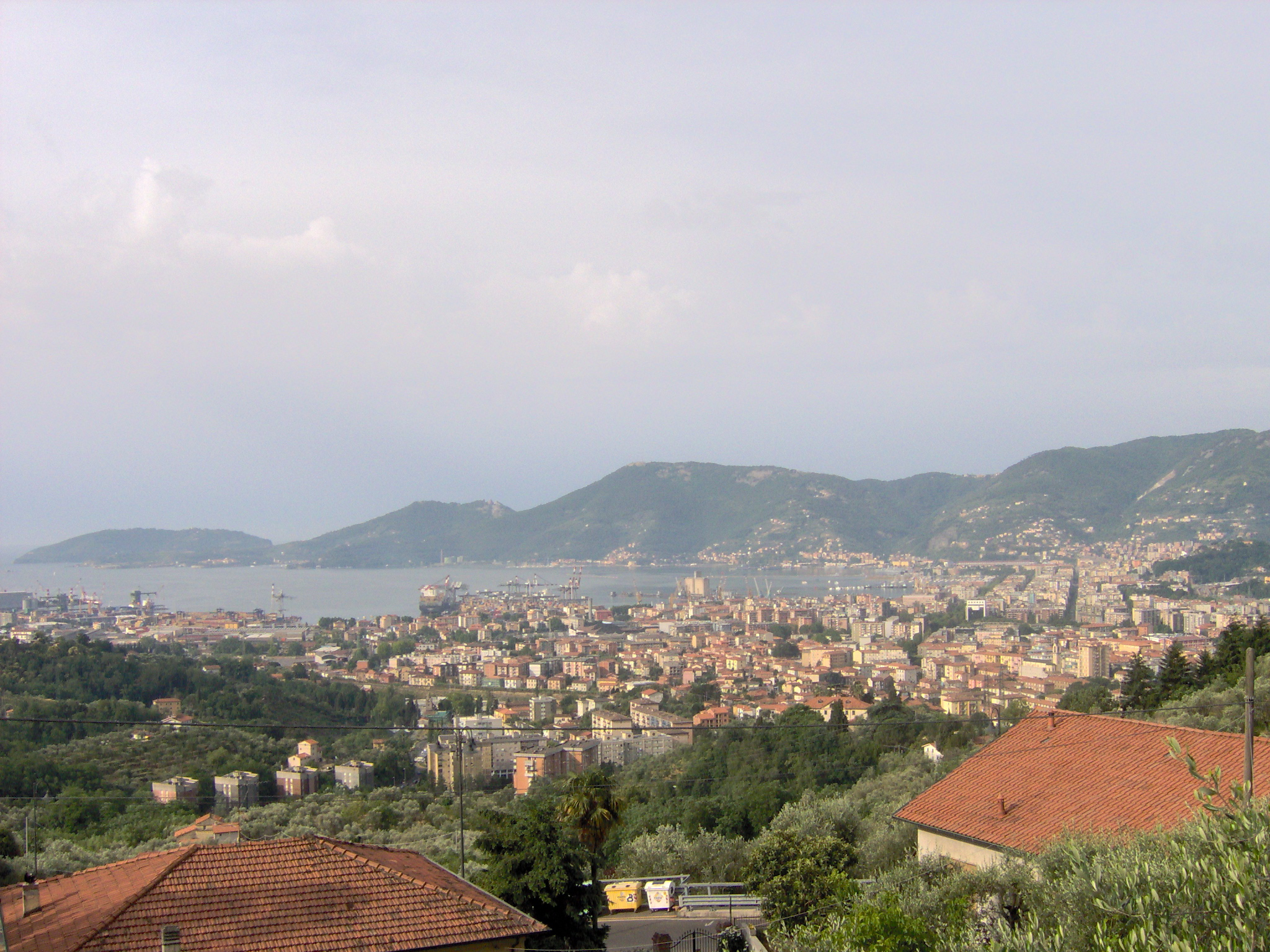
La Spezia vista desde la colina este.

La ciudad consiguió importancia con la República de Génova y luego con la llegada de Napoleón que en 1808 nombró a la ciudad puerto militar. En el siglo XIX la ciudad explota su colocación geográfica y su clima para volverse un importante destino turístico y hasta la familia real italiana de los Savoia (Casa de Saboya) a menudo pasa sus vacaciones veraniegas en el Golfo dei Poeti. 
En la segunda mitad del siglo XIX, la ciudad cambia su cara y consigue el título de capital militar marítima y de los 11 000 habitantes pasa casi a la población actual. En esta época se construye por voluntad del primer ministro Camillo Benso, conde de Cavour, el arsenal militar. El ingeniero encargado de dirigir las obras es Domenico Chiodo. Tras la realización de esta importante obra, la ciudad se desarrolla aún más y necesita de mano de obra y por esta razón empieza una fuerte inmigración venida de todas las partes de Italia que genera un mestizaje en la población de la ciudad. 
En el siglo XX La Spezia sufre bombardeos durante toda la Segunda Guerra Mundial ya que en el arsenal militar la Marina Italiana tenía el cuartel general de unos cuerpos especiales de submarinos. Además en la ciudad fue notable la presencia de los partigiani que se oponían a las fuerzas fieles a las órdenes del Duce, Benito Mussolini. La ciudad de La Spezia además es conocida en Israel con el nombre de Puerta de Sion, ya que desde aquí zarparon los barcos de los judíos que regresaban a Palestina tras sobrevivir al Holocausto. 

## Demografía
| Gráfica de evolución demográfica de La Spezia entre 1861 y 2001 |
|                                                                 |
| Fuente ISTAT - elaboración gráfica de Wikipedia                 |

## Economía

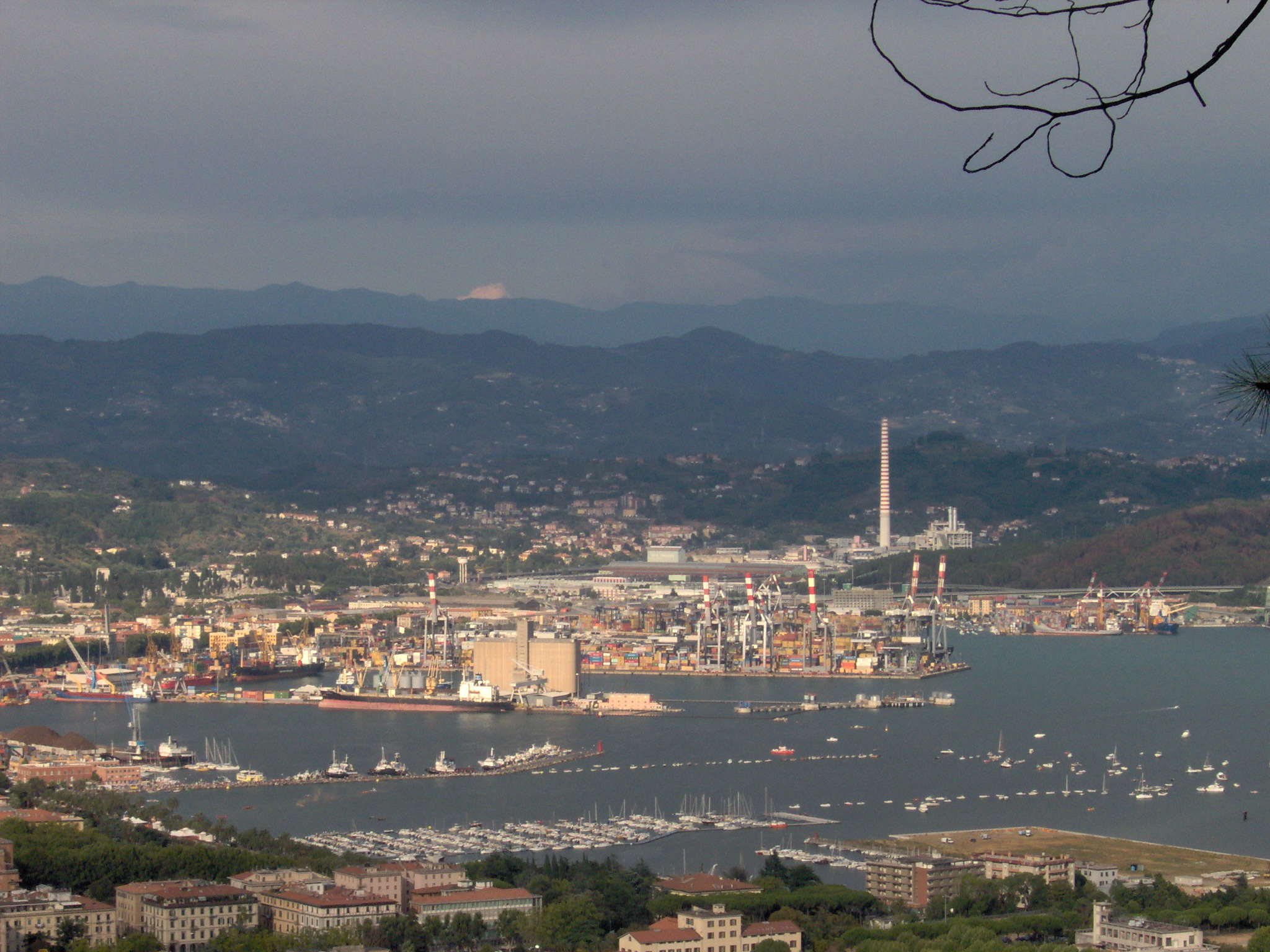
El área portuaria.

Además del arsenal de la Marina Italiana que ocupa muchos trabajadores entre militares y civiles, la economía de la ciudad se desarrolla en torno de grandes industrias: OTO Melara, que es una de las más importantes empresas en el sector de las armas; Termomeccanica; ENEL que tiene una central termo-eléctrica; Fincantieri en el sector de los astilleros.
En los últimos años el turismo se ha convertido en un importante recurso para la economía de la ciudad y sobre todo en verano los hoteles de la zona tienen agotadas las plazas gracias a los muchos turistas (incluidos los de los cruceros) que llegan desde todo el mundo (Estados Unidos, Alemania, Francia y Países Bajos entre otros) para disfrutar de las bellezas naturales de Cinque Terre, Lerici y Portovenere y de los alrededores donde se ha impulsado el turismo eno-gastronómico biológico.

## Monumentos y lugares de interés
En la ciudad hay varios museos de notable interés que han sido instituidos en los últimos años. 
El “Museo Cívico Amedeo Lia” ha sido inaugurado en el 1996 gracias a la donación de una importante colección por parte de Amedeo Lia, un verdadero filántropo. Entre las obras que alberga , muchos cuadros de pintores italianos de varias épocas (a partir del siglo XIII hasta el siglo XVIII), miniaturas italianas y extranjeras, esculturas, antiguas y modernas. 
En la “Palazzina delle Arti e Museo del Sigillo” se encuentra en vez una de las más importantes colecciones de lacres. En este caso también todo el conjunto de bienes ha sido donado, en el 2000, por parte de Lilian y Euro Cappellini. 

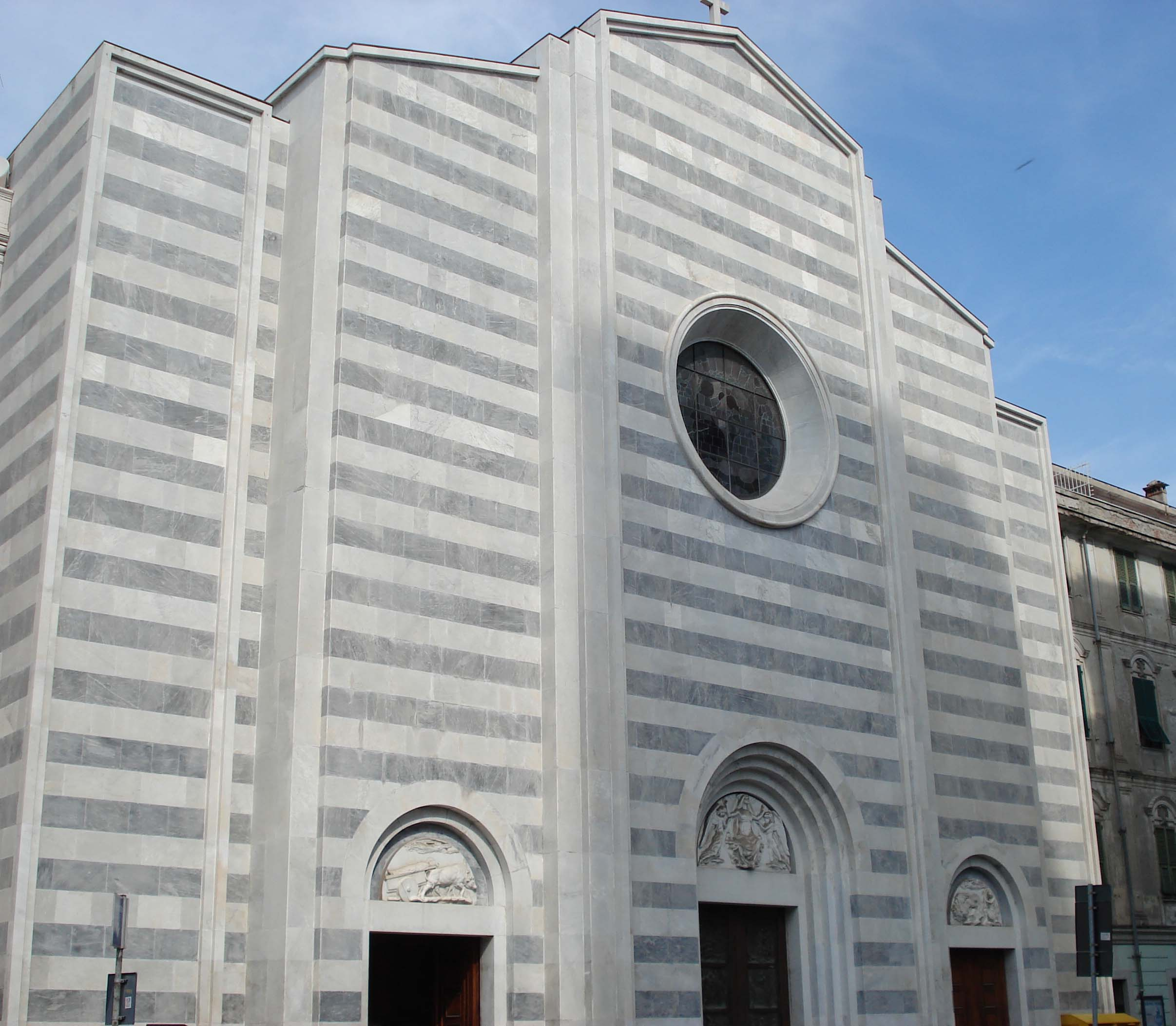
Iglesia de Santa María Assunta.

El “Museo del Castello di San Giorgio – Museo Cívico Archeologico Formentini”, tiene su ubicación en el Castillo de San Giorgio, en las alturas de la ciudad. Aquí se exponen hallazgos de la zona a partir de la prehistoria hasta la Edad Media. El “CAMeC” en cambio, es un nuevo museo que ha visto su estreno en el 2004 y recoge obras de arte moderno y contemporáneo. El “Museo Técnico Navale”  se encuentra en el arsenal militar y lleva casi cincuenta años de vida; la exposición incluye medallas, volúmenes técnicos y documentos históricos de la Marina Militar Italiana. El edificio de Correos alberga algunos mosaicos futuristas de Prampolini.

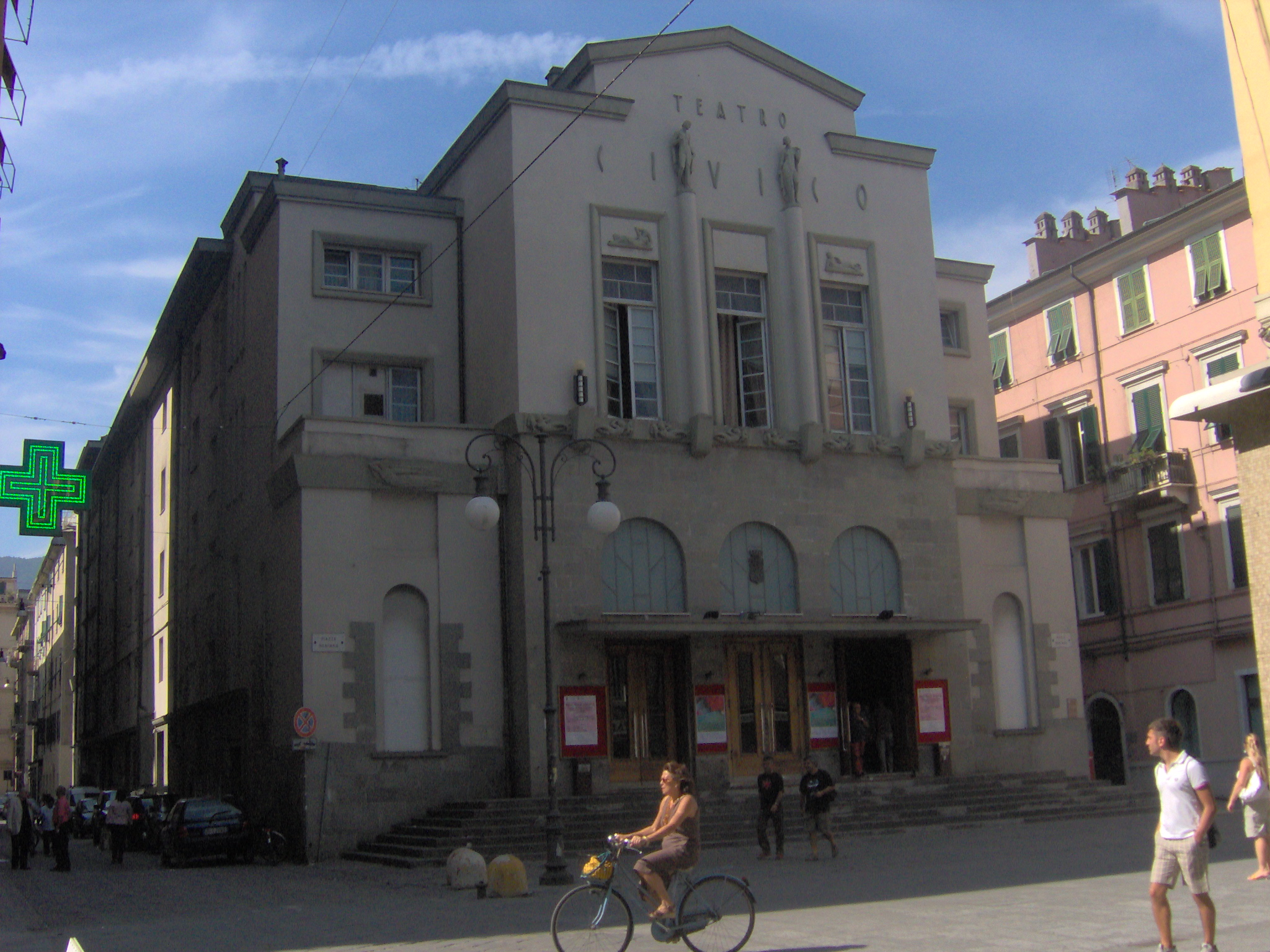
Teatro Cívico.

La catedral, dedicada a Cristo Re (Cristo Rey), se halla encima de una pequeña colina que se encuentra a un centenar de metros desde el mar. El proyecto de la moderna iglesia es de 1956 y en 1975 después de unas variaciones la misma fue consagrada. La iglesia de Santa María Assunta es en vez la más antigua (siglo XIII) y se localiza en el centro de la ciudad. Entre las obras que se encuentran en esta iglesia es posible nombrar “L’incoronazione della Vergine” de Andrea della Robbia, “La moltiplicazione dei pesci” de Giovanni Battista Casoni e “Il Martirio di San Bartolomeo” de Luca Cambiaso.

## Ferias y festejos

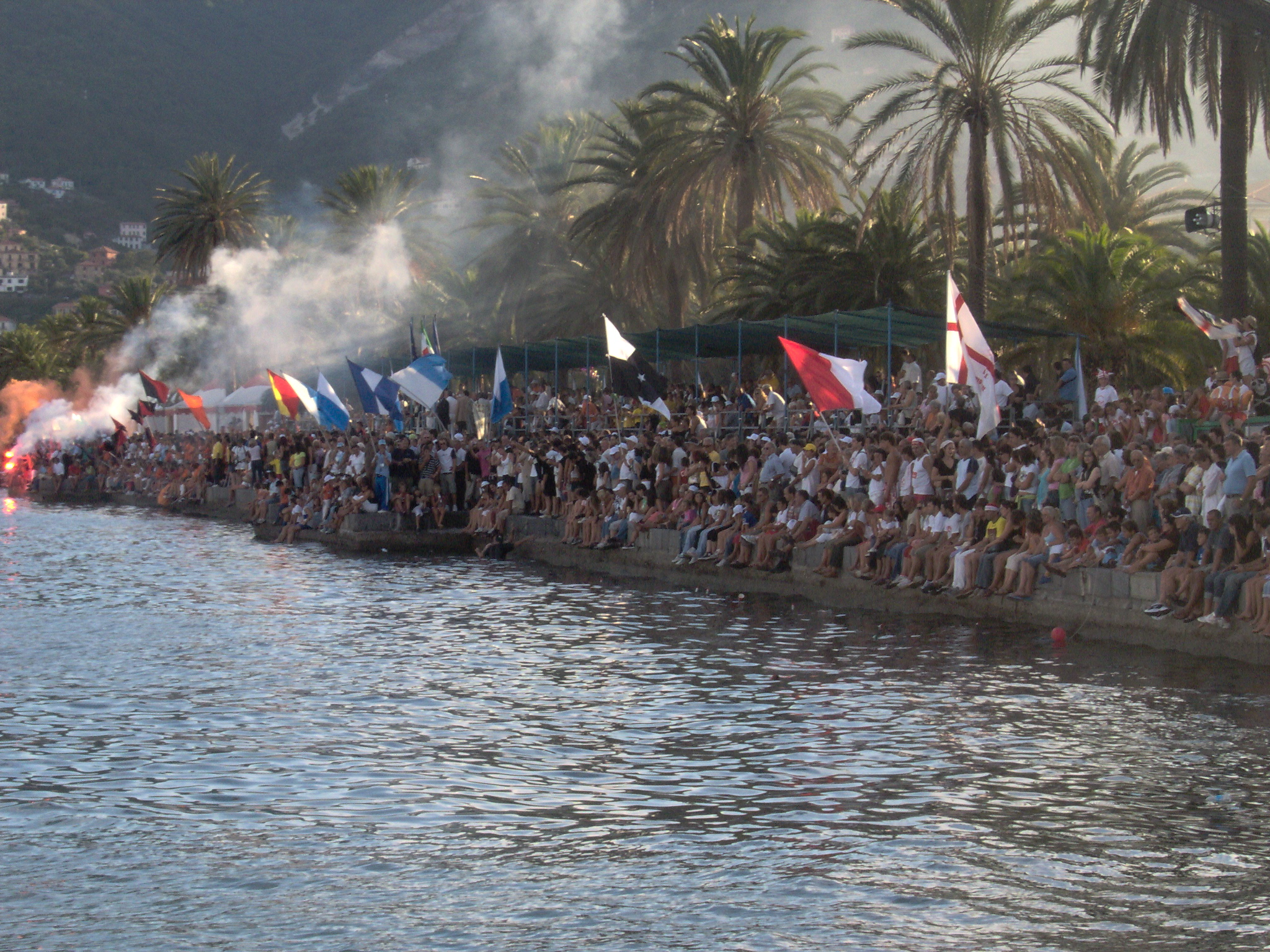
La festa del mare.

Los festejos más importantes por la ciudad son dos: el primero se celebra el día 19 de marzo por el patrono de la ciudad, San Giuseppe (San José) y el otro en ocasión de la Festa del Mare (Fiesta del Mar), el primer domingo de agosto.
En ocasión de la feria de San Giuseppe en la ciudad se exponen casetas eno-gastronómicas provenientes de todas partes de Italia además de otras donde se venden utensilios y objetos variados.
La Festa del Mare, se celebra el mismo día del Palio del Golfo que es una competición de barcas de remos entre varias barriadas de la ciudad y poblaciones del Golfo della Spezia. El sábado, normalmente, hay un desfile de barcas y el domingo, día de la fiesta, tras la competición, la jornada acaba con los fuegos artificiales. 
Recientemente en La Spezia, tienen lugar otras manifestaciones como el “Pop Eye Festival”, que es un festival musical que suele tenerse en junio y que entre los invitados ha tenido autores de nivel internacional como Patti Smith, Lou Reed, Sonic Youth.

## Gastronomía
Entre las comidas típicas hay sobre todo que recordar la mesciüa (es una sopa de alubias, garbanzos, trigo, aceite y pimienta negra) y la farinata (una especie de tarta salada de harina de garbanzos cocinada en el horno). También merecen mención la focaccia ligure (parecida a la tarta de aceite castellana), las tartas de verduras, los sgabei (trozos de masa de pan frita) y los calabacines rellenos. Importancia fundamental tiene también el pescado y sobre todo los mejillones. También destaca la producción de vino blanco: Sciacchetrà (vino dulce), Vermentino dei Colli di Luni y Cinque Terre DOC (Denominación de Origen).

## Deportes
El deporte con más seguidores en la ciudad es sin duda el fútbol, y el club local, el Spezia Calcio, juega en la Serie B, la segunda categoría del fútbol italiano. En la temporada 2007/2008 de la segunda división, le ganó al equipo Juventus. El estadio ciudadano es el llamado Alberto Picco cuya capacidad es para más de 10 000 espectadores. El 20 de agosto de 2020 el club logró su primer ascenso en su historia a la Serie A.
En 1944 el equipo (en la ocasión compuesto por los bomberos de la ciudad) ganó el Campeonato de Alta Italia y en 2002 este título ha sido reconocido como honorífico.
El equipo de baloncesto femenino, el Basket Spezia Club, juega en la serie A1 (primera división); hay también dos equipos masculinos (Spezia Basket y Follo Basket) que militan en las series menores.